# Steinbruch am Barkhauser Berg
Der Steinbruch am Barkhauser Berg ist ein ehemaliger Kalksteinbruch und seit 2004 ein Naturschutzgebiet in Oerlinghausen im Kreis Lippe.

## Geschichte
Die Gründung des Steinbruchs geht auf den Industriellen und Gutsbesitzer Harald Tenge, Sohn von Carl Friedrich Tenge, zurück. Nach langjährigen Auseinandersetzungen mit der Stadt Oerlinghausen und seinem Konkurrenten Sültemeier erhielt er 1875 eine Konzession und konnte mit dem Kalksteinabbau beginnen. Innerhalb des Steinbruchs entstanden die Öfen zur Kalkbrennerei. Das Werk überlebte bis in die 1990er Jahre, dann wurden bis 2001 die Öfen und Rüttelanlagen demontiert. Schon Anfang der 1990er Jahre erwarb der Bund für Vogelschutz, der sich bald darauf in Naturschutzbund Deutschland umbenannte, die ungenutzten Teile des Steinbruchs. An die ehemalige Kalkgewinnung erinnert noch heute die an der Grube vorbeiführende Straße Am Kalkofen.

## Charakteristik
Die Hänge des Steinbruchs türmen sich bis zu 20 Meter empor. An den aufgebrochenen Gesteinsschichten kann die Entwicklung vor 90 Millionen Jahren abgelesen werden, als das Flachmeer des Turonium mit seinen abgestorbenen Bewohnern die Bildung der Kalkschichten einleitete. Der Talkessel fängt im Sommer die Sonnenstrahlen ein und bietet wärmeliebenden Arten wie Reptilien und Amphibien einen geeigneten Lebensraum, darunter die Zauneidechse und die Waldeidechse. In den Felshöhlen brütet der Uhu, die weltweit größte Eulenart. Auf den steinigen Böden wachsen Fransenenzian, Frühlings-Fingerkraut, Sand-Thymian und Rundblättrige Glockenblume. Die kleinen Teiche trocknen im Sommer teilweise aus, hier ist der Lebensraum der Kreuzkröte. Der NABU betreut das Naturschutzgebiet im Steinbruch und verhindert durch Ziegenbeweidung die Verbuschung.